# Haus Pastor D. Funcke

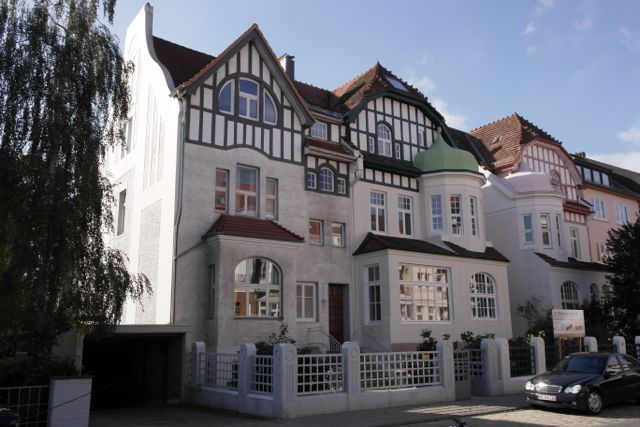
Links: Haus Pastor D. Funcke

Das Haus Pastor D. Funcke befindet sich in Bremen, Stadtteil Schwachhausen, Ortsteil Schwachhausen, Lüder-von-Bentheim-Straße 10. Das Wohnhaus wurde 1903 nach Plänen von August Abbehusen und Otto Blendermann gebaut. Es steht seit 1979 unter Bremer Denkmalschutz.

## Geschichte
Das dreigeschossige, verputzte Haus mit dem Zwerchgiebel und einem Satteldach wurde 1903 in der Epoche der Jahrhundertwende im Schweizerstil gebaut. Prägend ist das große halbrunde Fenster im Giebel. Bauherr war der Pastor und Volkserzähler D. Otto Funcke.
In der unmittelbaren Nachbarschaft stehen zwei ähnliche Gebäude von denselben Architekten. 
Heute (2018) wird das Haus durch Wohnungen genutzt. 